# Maria Cabré de Calderó
Maria Cabré Roigé (Riudecols, 29 de desembre de 1919 - Reus 10 de juliol de 2019) va ser una poetessa catalana. Signava les seves obres amb el nom de Maria Cabré de Calderó.
Filla de Pere Cabré i de Maria Roigé, de ben joveneta es va instal·lar a Reus on va fer els estudis de batxillerat. Després va estudiar magisteri a l'Escola Normal de Tarragona, i en acabar, va exercir de mestra a Reus. A la postguerra es va casar amb el pintor Pere Calderó Ripoll, i es va dedicar a la poesia. Havia publicat ja poemes i articles a la revista estudiantil Aules, apareguda en temps de la República. Va prendre part a l'Antologia de la poesia reusenca, on l'any 1957 va guanyar el premi que es donava als poetes novells. Els seus poemes es van publicar a la premsa local, com ara el Setmanari Reus i la Revista del Centre de Lectura. Va publicar diversos llibres i va mantenir l'activitat poètica fins quasi al final de la seva vida. Formava part d'un col·lectiu de poetes i escriptores creat el 2013 amb el nom de Reusenques de lletres.

## Obra[4]
- Obra poètica: gairebé completa. [S.l.], MSPublishers, 2017. ISBN 9781548881320 Recull dels seus poemes publicat per la família.
- Espurnes. Valls: Moncunill, 1978
- Amunt. Valls: Moncunill, 1980
- Pinzellades. Valls: Moncunill, 1982. ISBN 8430065547
- Alimares. Valls: Moncunill, 1985. ISBN 8439841566
- Xàldigues. Valls: Moncunill, 2002.